# Lichtensteig
Lichtensteig és un municipi del cantó de Sankt Gallen (Suïssa), situat al districte de Toggenburg.